# Clique du Sichuan
 (mai 2017).
Si vous disposez d'ouvrages ou d'articles de référence ou si vous connaissez des sites web de qualité traitant du thème abordé ici, merci de compléter l'article en donnant les références utiles à sa vérifiabilité et en les liant à la section « Notes et références ».

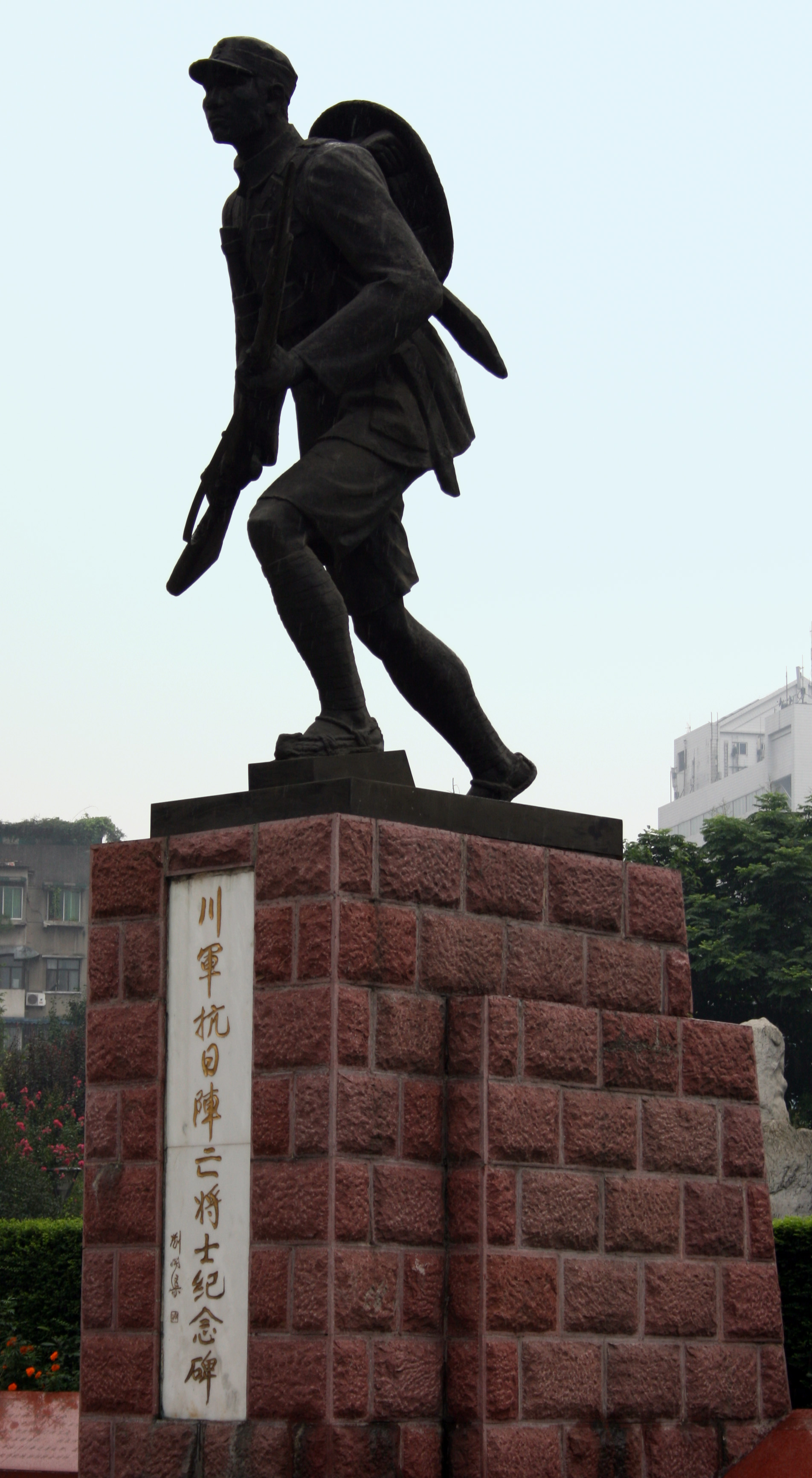
La statue mémorielle de la clique du Sichuan, Parc du Peuple, Chengdu

La clique du Sichuan est un ensemble de seigneurs de guerre locaux chinois dominant la province du Sichuan au cours de la période dite "des seigneurs de la guerre chinois". Lors de la proclamation de la république de Chine, le pays s'est complètement morcelé en une multitude de cliques rivales. Mais contrairement aux autres cliques structurées autour d'un seul seigneur, la clique du Sichuan était aux mains de cinq seigneurs de la guerre souvent rivaux : Liu Xiang, Yang Sen, Liu Wenhui, Deng Xihou, et Tian Songyao.

## Contexte
La province du Sichuan a toujours été une province assez enclavée en Chine mais particulièrement riche sur le plan agricole. Rapidement, cinq seigneurs de la guerre établissent leur domination mais aucun d'entre eux n'avait une puissance militaire suffisante pour vaincre et éliminer les autres. Ainsi, une myriade de petits conflits et batailles locaux ponctuent l'histoire de cette clique, dressant tel ou tel seigneur contre un autre. La particularité de cette clique marquée par ces luttes incessantes a été qu'elle ne participa à aucune des grandes coalitions de cliques qui marquent l'histoire du pays depuis 1912. Elle s'est repliée sur elle-même, se tenant à l'écart des principales guerres entre seigneurs de la guerre chinois. En revanche, au sein de la clique, de multiples et éphémères coalitions et contre-coalitions furent contractées entre les cinq seigneurs rivaux afin de maintenir, préserver ou étendre leur pouvoir.
Le seigneur de la guerre Liu Xiang est, sans nulle doute, le plus connu et le plus influent des cinq. Il avait le contrôle de Chongqing, la capitale provinciale, et de ses environs. Cette région, assise sur les rives du fleuve Yangtsé, est fort riche sur le plan agricole et sa position centrale lui a permis de développer un très fructueux commerce fluvial jusqu'à Nankin et Shanghai. De ce fait, Liu Xiang était le seigneur le plus riche et contrôlait la majeure partie de l'activité économique du Sichuan. En 1926, l'incident de Wanhsien illustre les nombreuses rivalités entre les Chinois qui conduisent à une intervention d'une flottille britannique sur le Yangtsé. À partir de cette position de force, Liu Xiang et Liu Wenhui modernisèrent, de 1930 à 1932, leur armée en se dotant d'une petite force aérienne et d'une brigade de véhicules blindés (deux avions Fairchild KR-34CA et un Junkers K53). En 1932 Liu a commencé à mettre sur pied une petite force de voitures blindées construites à Shanghai sur le profil d'un camion GMC de 1931 avec un canon de 37 mm et 2 MGs dans une tourelle brute.
Liu avait une rivalité contre son oncle, le général Liu Wenhui et en 1935, Liu Xiang a évincé Liu Wenhui, devenant président du gouvernement de la Province du Sichuan avec le soutien et l'aide de Tchang Kaï-chek. En échange, on accorda à Liu Wenhui la province du Xikang, un territoire faiblement peuplé mais riche en opium à cheval entre la Chine et le Tibet.

## L'invasion japonaise (1937-1945)
Au cours de la seconde guerre sino-japonaise, la clique du Sichuan prit une part active dans la lutte contre l'empire du Japon et dut en payer un lourd tribut : sur les 3,26 millions de soldats soit tués soit gravement blessés, 2,24 millions sont originaires de la clique. Pour la seule période 1939-1945, sur les 850.000 morts de l'armée chinoise, 646 000 étaient du Sichuan. Au cours de la bataille de Shanghai, près de tous les 170 000 soldats de Sichuan ont été tués et 2 000 protégèrent la retraite de l'armée de Tchang Kaï-shek vers le Hubei. Neuf généraux de l'Armée Révolutionnaire Nationale originaires de la clique trouvèrent la mort dont les généraux Li Jiayu, Wang Mingzhang et Rao Guohua.

## Cartes

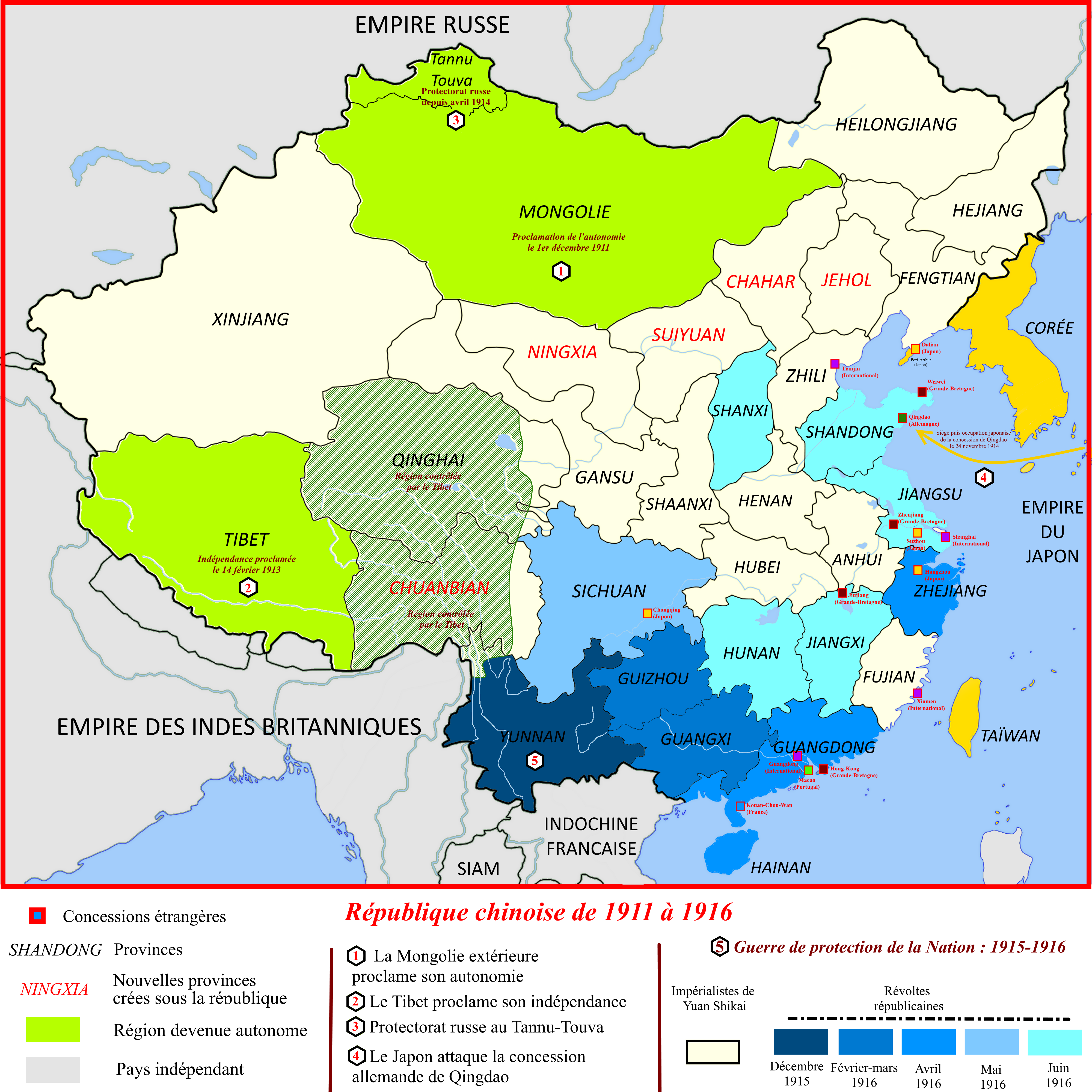
Carte de la Chine de 1911 à 1916
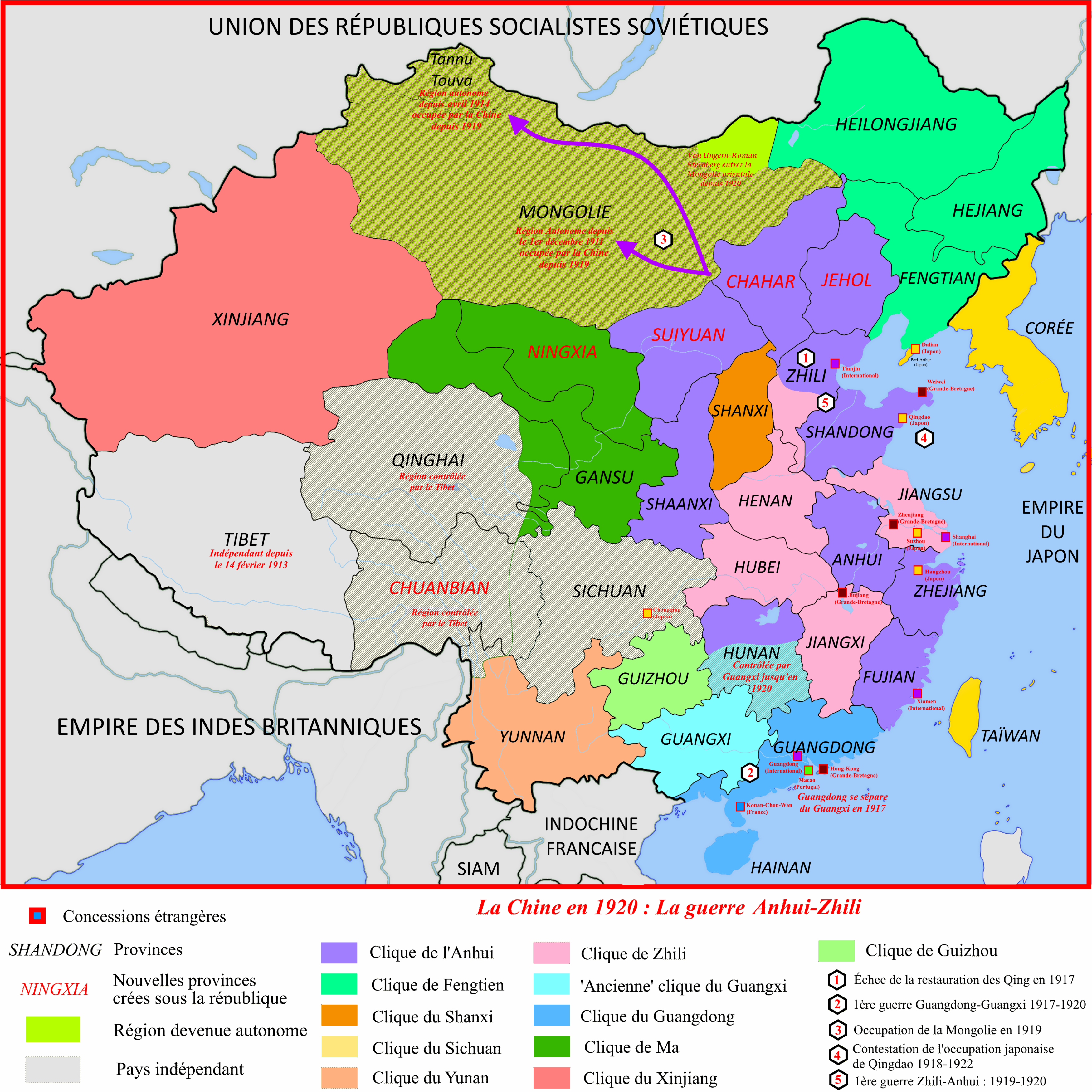
Carte de la Chine de 1916 à 1920
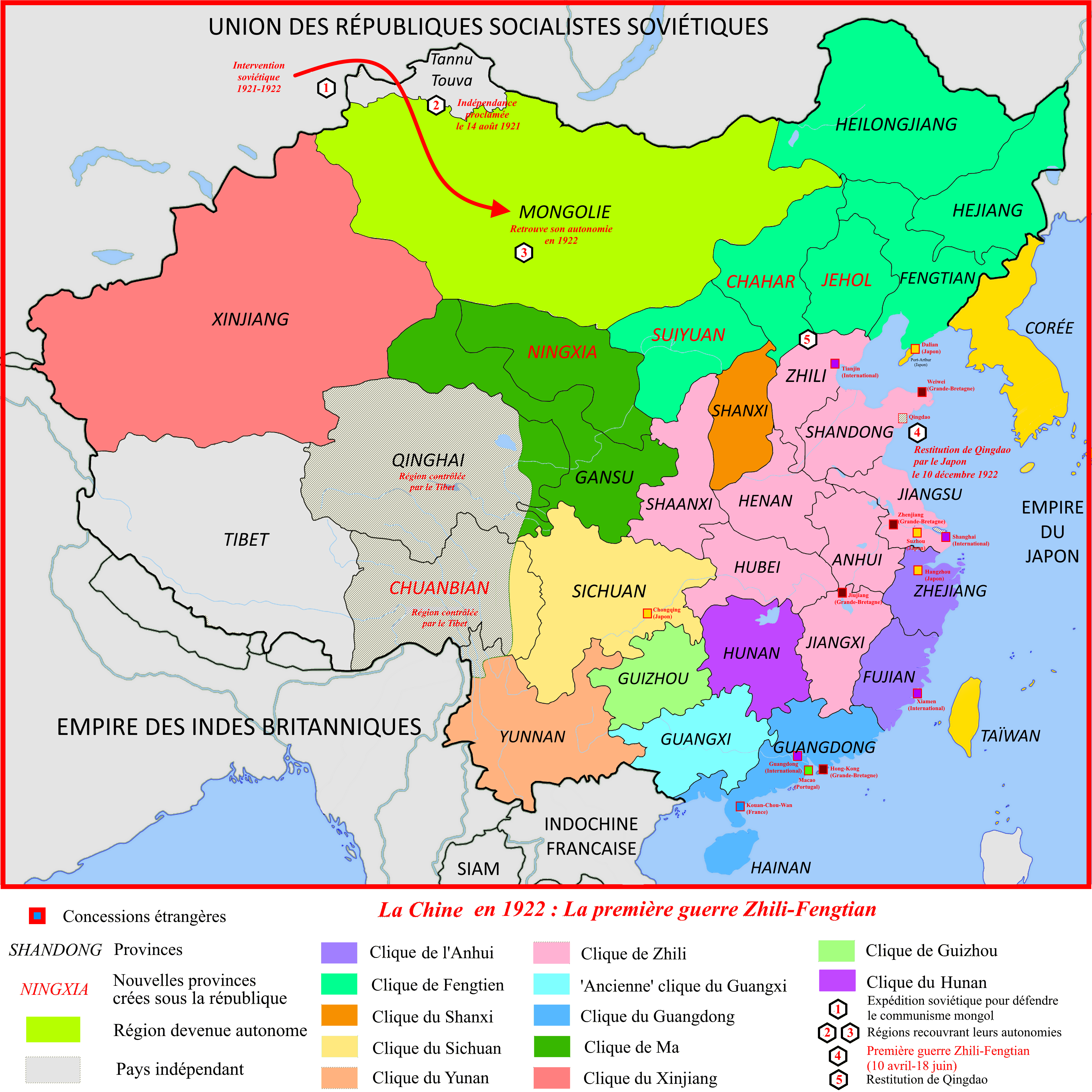
Carte de la Chine de 1921 à 1922
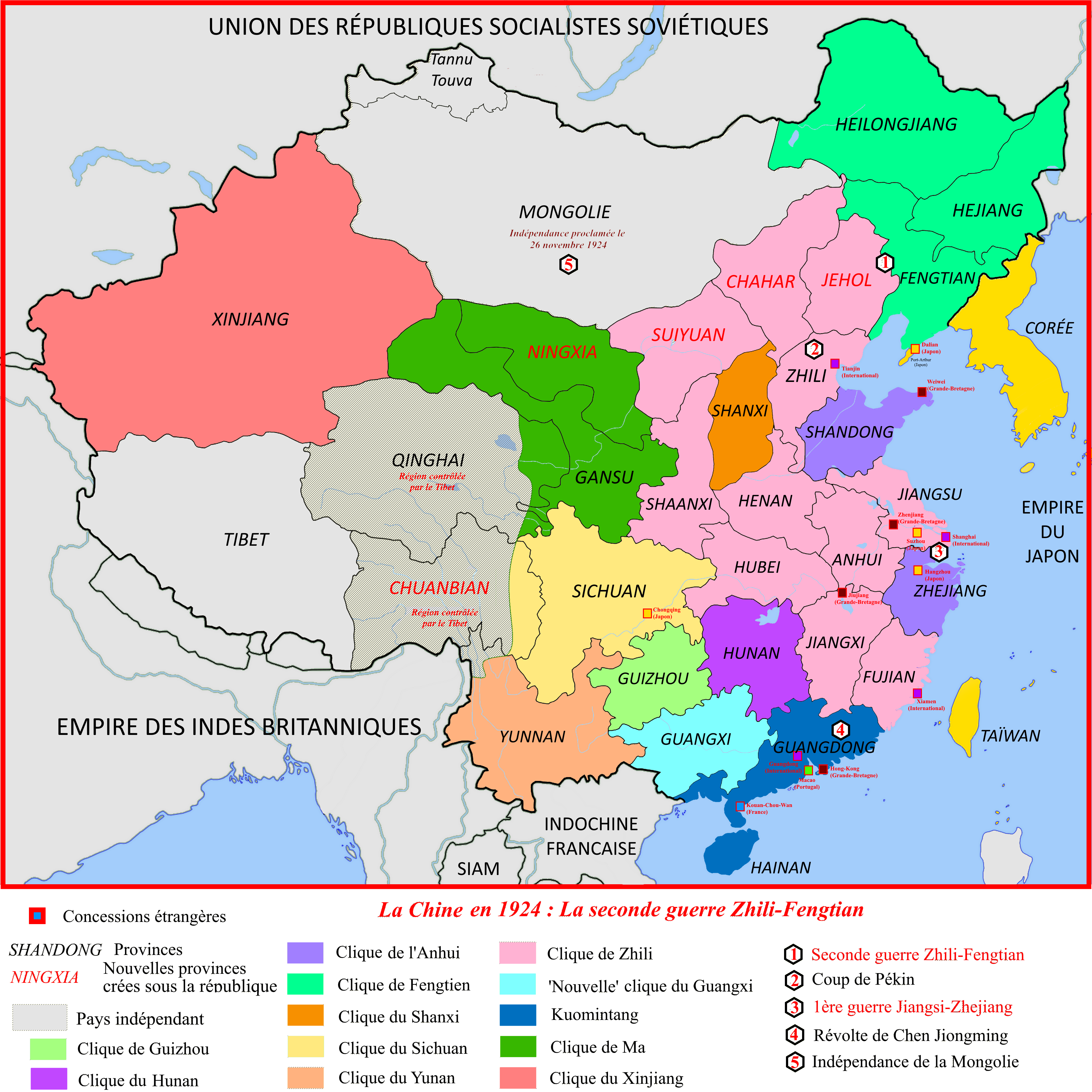
Carte de la Chine de 1923 à 1924
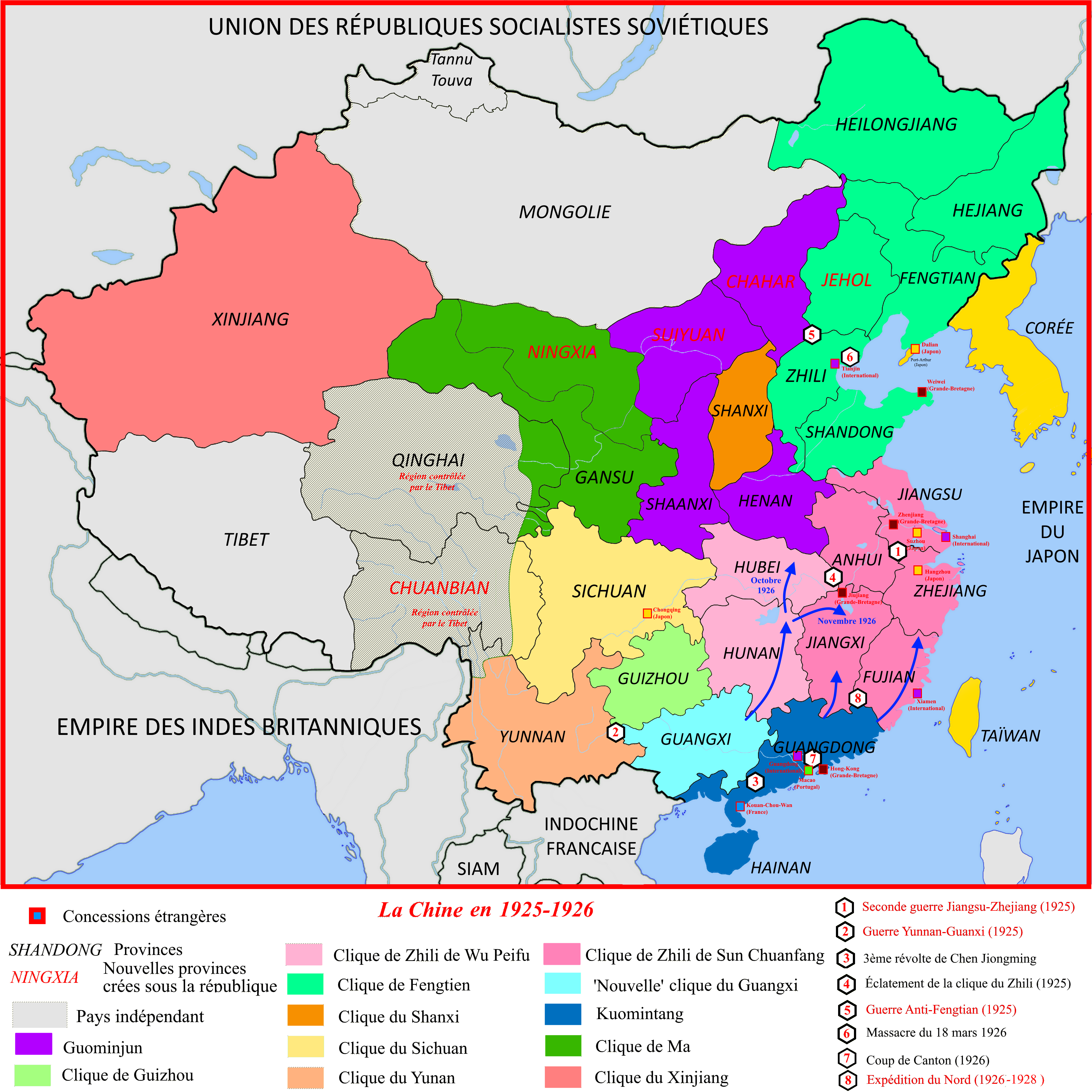
Carte de la Chine de 1925 à 1926
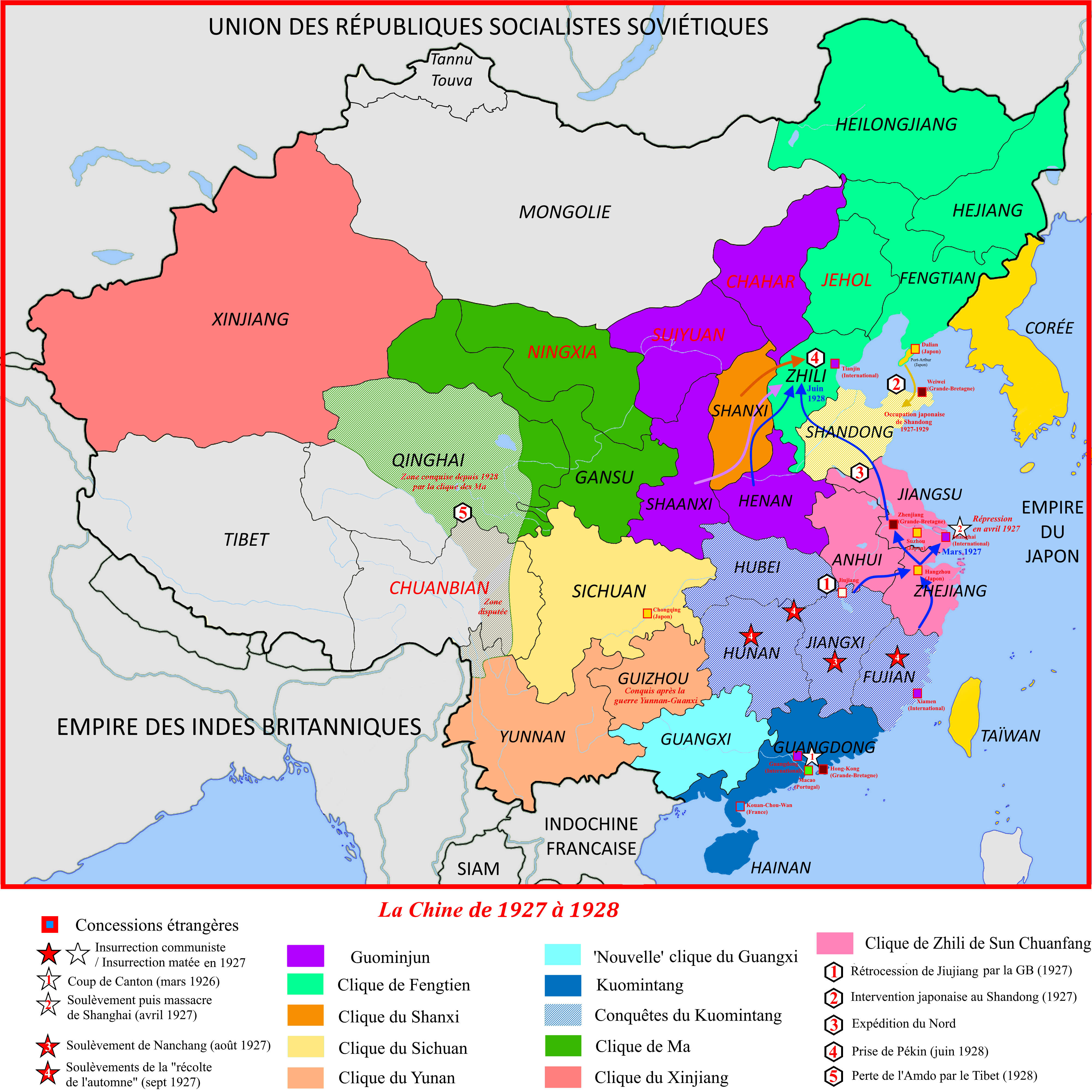
Carte de la Chine de 1927 à 1928
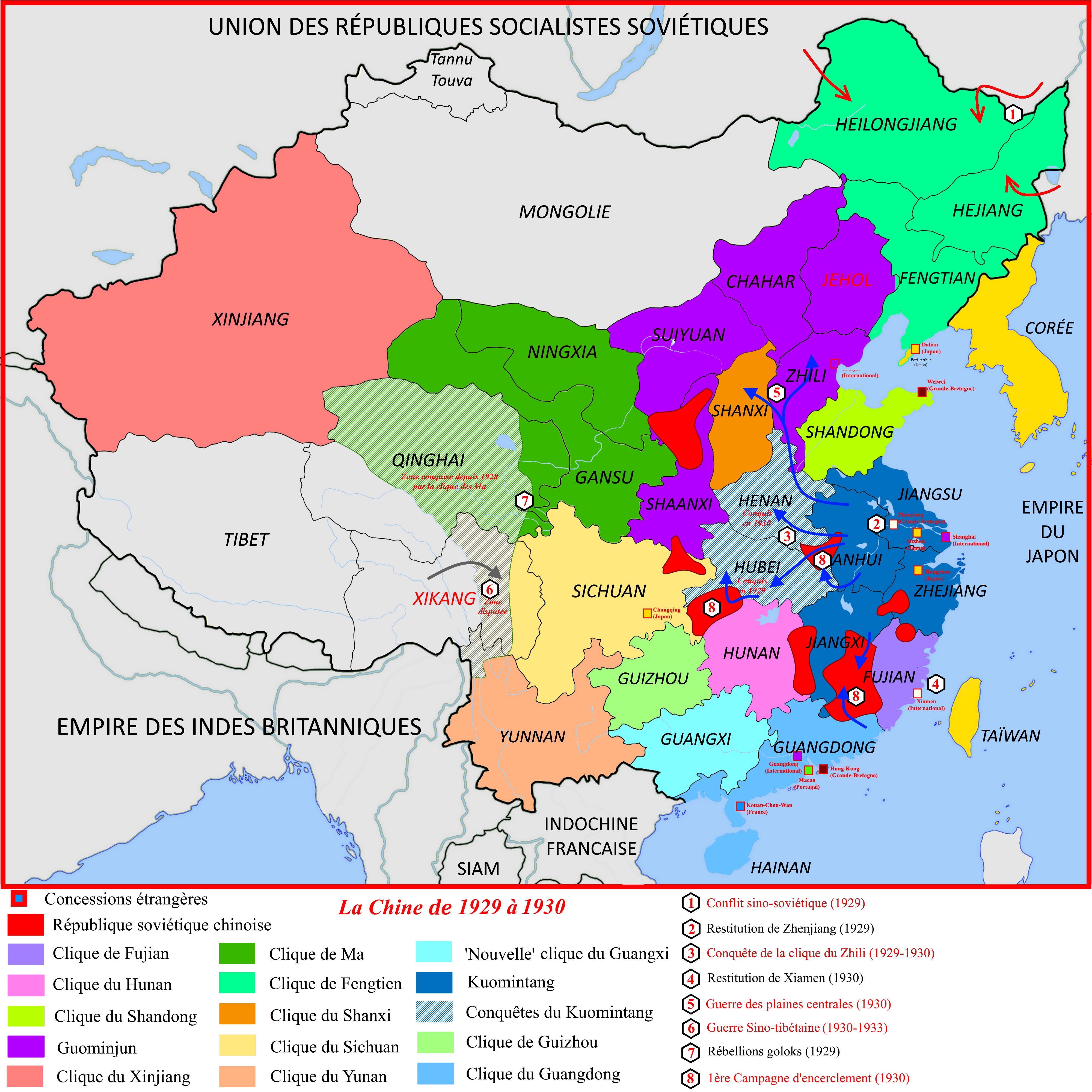
Carte de la Chine de 1929 à 1930

## Commémoration
Le 15 août 1989, la ville de Chengdu a érigé une statue mémorielle à Wannian, Chengdu en l'honneur de cette clique.